# Kanton Avignon-Sud
Der Kanton Avignon-Sud war ein französischer Wahlkreis im Département Vaucluse in der Region Provence-Alpes-Côte d’Azur. Er umfasste einen Teil der Stadt Avignon und wurde 2015 im Rahmen einer landesweiten Neugliederung der Kantone aufgelöst.